# Sarah Haycroft
Sarah Haycroft, née le 12 avril 1991 à Wandsworth, aussi connue sous son nom d'épouse Evans, est une joueuse anglaise de hockey sur gazon qui joue comme milieu de terrain pour Surbiton et a représenté les équipes nationales d'Angleterre et de Grande-Bretagne,.
Haycroft a fait ses études à la Kingston Grammar School et à l'université de Birmingham.

## Carrière en club
Elle joue au hockey de club dans le championnat anglais pour le Surbiton et elle est la première capitaine de l'équipe.
Haycroft a également joué pour le University of Birmingham de 2009 à 2012,,.

## Carrière internationale
Elle a fait ses débuts internationaux seniors pour l'Angleterre contre l'Afrique du Sud lors de la Coupe Investec, le 4 février 2013. Un an plus tard, elle a fait ses débuts internationaux seniors pour la Grande-Bretagne contre les États-Unis lors d'un test match à San Diego, Californie, le 10 février 2014.
Elle a été sélectionnée pour participer aux Jeux du Commonwealth de Gold Coast en 2018.
Elle a été incluse dans la composition de la Grande-Bretagne pour le tournoi féminin au Jeux olympiques d'été de 2020, tenus en juillet et août 2021. Bien que désignée comme joueuse suppléante, en raison des changements de règles causés par la pandémie de COVID-19, elle était éligible pour participer à tous les matchs (contrairement aux tournois précédents, dans lequel les remplaçants ne pouvaient concourir qu'après avoir remplacé définitivement un joueur blessé). Bien que la Grande-Bretagne ait remporté la médaille de bronze, elle n'a pas fait d'apparition et n'était donc pas éligible pour recevoir une médaille,.